# Rio do Peixe (vattendrag i Brasilien, Minas Gerais, lat -21,92, long -43,35)
Rio do Peixe är ett vattendrag i Brasilien.   Det ligger i delstaten Minas Gerais, i den sydöstra delen av landet, 800 km sydost om huvudstaden Brasília.
Omgivningen kring Rio do Peixe är huvudsakligen savann. Området är ganska glesbefolkat, med 27 invånare per kvadratkilometer.